# Gavin James
Pour les articles homonymes, voir James.
 (juin 2020).
Si vous disposez d'ouvrages ou d'articles de référence ou si vous connaissez des sites web de qualité traitant du thème abordé ici, merci de compléter l'article en donnant les références utiles à sa vérifiabilité et en les liant à la section « Notes et références ».
 (mai 2020).
Gavin Wigglesworth, connu sous le nom de Gavin James, est un auteur-compositeur-interprète irlandais, lauréat du Choice Music Prize dans la catégorie chanson irlandaise de l'année en mars 2013 et 2016. Avec plus d'un milliard de streams mondiaux, il a collaboré et tourné avec plusieurs célébrités, notamment Niall Horan, Sam Smith, Ed Sheeran et Jimin de BTS. 

## Biographie

### Enfance et jeunesse (1991-2015)
Né à Dublin le 5 juillet 1991, Gavin a grandi dans une famille passionnée de musique. Son père écoutait Cat Stevens, Sam Cooke et Bob Dylan tandis que sa sœur Emma participait à des tournées en Irlande dans un groupe de comédie musicale en tant que chanteuse. Les arrière-grands-parents de James étaient chanteurs d'opéra, et son grand-père, comédien et siffleur. 
Gavin James fait ses débuts dans un groupe de rock dès l'âge de huit ans, période à laquelle il commence à écrire ses propres chansons. Cette première expérience s'achève rapidement, à la suite d'une dispute sur une prétendue « expérience paranormale ». Néanmoins, James continue à se produire en solo. Il donne de nombreux concerts et se constitue peu à peu un public. À l'âge de 21 ans, il se concentre sur l'écriture de chansons et se produit lors de soirées en scène ouverte ("open mic"). En 2013, Gavin James est révélé au grand public en diffusant par ses propres moyens le single Say Hello, dont le succès est fulgurant.  Gavin James se voit décerner le Meteor Choice Award for the Song of the Year ,. En 2015, il signe des contrats avec Sony en Europe et Capitol Records aux États-Unis. 

## Parcours (2015-)
Au printemps 2015, il apparaît à la télévision américaine dans l'émission Shark Tank et sort un extended play (EP) de quatre titres intitulé For You. La même année, il est invité à faire la première partie des tournées d'Ed Sheeran et de Sam Smith.
Le 20 novembre 2015, James sort son premier album et son hommage à Alanis Morissette Bitter Pill par l'intermédiaire de Warner Ireland. Il reçoit un disque de platine pour les ventes réalisées en Irlande. Par la suite, Bitter Pill remporte le prix du meilleur single sorti en 2015. 
En mai et novembre 2015, James apparaît dans le Late Show de James Corden, puis dans le Late Show de Jimmy Kimmel en décembre 2015. En janvier 2016, James apparaît dans les programmes télévisés BBC One Show, C'est À Vous et RTÉ, et il est inclus dans les listes « Ones to Watch 2016 » de Buzzfeed et The Sun. 
Il fait également les premières parties de Kodaline et Tori Kelly lors de leurs tournées. En 2016, James se produit au concert du centenaire de la RTÉ pour marquer le 100e anniversaire de l'Insurrection de Pâques en Irlande. 
Spotify annonce alors que Gavin James est un « Spotify Spotlight Artist of 2016 », avec un total de plus de 250 millions de streams. Le 21 janvier, Gavin James entame sa première tournée européenne en tête d'affiche, en commençant par trois dates consécutives à guichets fermés à l'Olympia Theatre en Irlande. Il retourne en Amérique pour soutenir Ben Rector lors de sa tournée américaine en mars 2016. La reprise de James de Changes de David Bowie relance la nouvelle Virgin Radio UK à 11 heures GMT le 30 mars 2016. Il se produit ensuite en direct et est interviewé pour le concert. 
Le 7 octobre, James joue à guichets fermés au Shepherd's Bush Empire de Londres et fait la tête d'affiche de son premier spectacle à la 3 Arena le 9 décembre à Dublin, devant 15 000 fans. James remporte également le prix du « Breaking Artist » aux Music Business Worldwide A&R Awards le 2 novembre 2016. 
James collabore avec le trio de hip-hop australien Bliss'n Eso sur la chanson Moments, qui a été primée par l'ARIA en 2017.
Sur ses albums Live At Whelans (2015), Bitter Pill (2016) et Only Ticket Home (2018), il crée des mélodies et paroles qui semblent familières, mais pourtant entièrement nouvelles. Le single « Always » de l’album Only Ticket Home est un exemple d’une ballade au piano. Il chante des mots qu'il a écrits après s'être séparé, temporairement, de sa petite amie. Le single est ensuite revisité en duo avec Philippine pour le territoire français. L'accueil radio est excellent, avec une nomination aux NRJ Music Awards 2019 et un single d'or.  
Le 15 mai 2020, Gavin James fait son grand retour avec Boxes, nouveau single co-écrit avec les producteurs Dan Bryer et Mike Needle (One Direction, Rag'N'Bone Man) et qui résonne comme un hymne personnel. 